# Arroyo del Sauce (Arroyo Solís Grande)
Der Arroyo del Sauce ist ein im Süden Uruguays gelegener Fluss.
Er entspringt auf dem Gebiet des Departamentos Lavalleja am Cerro del Águila südwestlich von Barrio La Coronilla. Er fließt zunächst in nördliche Richtung, unterquert die Ruta 8 und ändert ungefähr ab dem Zufluss des Coronilla die Fließrichtung nach Westen. Er mündet ostsüdöstlich von Estación Solís als rechtsseitiger Nebenfluss in den Arroyo Solís Grande.